# Fritz Beer

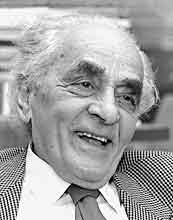
Fritz Beer (1991)

Fritz Beer (geboren 25. August 1911 in  Brünn, Österreich-Ungarn; gestorben 2. September 2006 in London) war ein deutschsprachiger Journalist und Schriftsteller.

## Leben
Fritz Beer studierte in Prag, Dijon und London. Er arbeitete ab 1930 als Journalist in Prag, unter anderem für die Arbeiter Illustrierte Zeitung. Nach der Besetzung der Tschechoslowakei durch die Wehrmacht 1939 emigrierte Beer über Polen nach England. Von 1940 bis 1944 war er Kriegsfreiwilliger in einem Panzerregiment der Tschechoslowakischen Exilarmee in Südfrankreich. Als Soldat geriet er in den französischen Zusammenbruch und wurde mit den Resten der tschechoslowakischen Einheiten nach England evakuiert, wirkte danach bei der alliierten Invasion der Normandie 1944 mit und an der erfolgreichen Belagerung der Festung Dünkirchen.
Nach dem Krieg erhielt Beer Kenntnis, dass fast dreißig seiner Familienangehörigen von den Nazis ermordet worden waren, darunter sein Vater und sein Bruder. Letzterer galt unter dem Pseudonym Kurt Konrad als bedeutender marxistischer Theoretiker und wirkte als Redakteur und Parteifunktionär. In Gestapo-Haft verübte er Selbstmord. Fritz Beer überwand seine Hassgefühle gegen »die Deutschen« und beteiligte sich an der britischerseits betriebenen Re-Education der Deutschen, um auf eine Versöhnung zwischen Deutschen und Juden hinzuwirken. Für den Londoner Rundfunk, das deutschsprachige Programm der BBC, war er bis 1975 als Redakteur und politischer Kommentator  tätig. Außerdem arbeitete er seit 1954 als Londoner Korrespondent der Neuen Ruhr Zeitung. Fritz Beer galt als ein kritischer Journalist, der sich oft zu zumeist politischen Themen äußerte. Nach 1975 hatte er eine Zeitlang noch zweimal monatlich Sendezeit im Londoner Rundfunk und moderierte eigene Rundfunkfeuilletons. Von 1977 bis 1979 stand er der Londoner Foreign Press Association vor.
Ab 1988 war er Präsident des P.E.N.-Zentrums deutschsprachiger Autoren im Ausland. In die Zeit seiner Präsidentschaft fielen die Wiedervereinigungsbestrebungen der beiden deutschen P.E.N.-Zentren, die zu zahlreichen Austritten aus dem bundesdeutschen P.E.N. führten, unter anderen Jürgen Fuchs und Ralph Giordano, die anschließend dem P.E.N. Zentrum deutschsprachiger Autoren im Ausland beitraten. Beer selbst kritisierte die beabsichtigte Wiedervereinigung in einem Focus-Interview mit den Worten: „Ich kann mich nicht damit abfinden, daß die Ziele der Demokratie, der Freiheit, kompromittiert werden dürfen, nur um einer symbolischen Vereinigung der beiden deutschen P.E.N.-Zentren zuzustimmen.“ Ab dem Jahr 2000 betrieb Beer die Auflösung des P.E.N.-Zentrums deutschsprachiger Autoren im Ausland, da die Mitglieder zu „lethargisch“ geworden seien, wie er unter anderem in einem Interview mit der Deutschen Welle betonte: „[...] wir hielten es für falsch, eine Kraft darzustellen, die nicht mehr war.“
Beer starb nach langjähriger Krankheit mit 95 Jahren.

## Werke
- Schüsse im Morgengrauen, 1933
- Schwarze Koffer, Erzählungen, 1934
- Das Haus an der Brücke, Novellen, 1934
- Die Zukunft funktioniert noch nicht. Ein Portrait der Tschechoslowakei 1948–1968, 1969
- Hast Du auf Deutsche geschossen, Grandpa? Fragmente einer Lebensgeschichte, Aufbau-Verlag, Berlin, 1992, ISBN 3351021615
- Kaddisch für meinen Vater. Essays, Erzählungen, Erinnerungen, Arco Verlag, Wuppertal, 2002, ISBN 3980841006
- mit Klaus Kamberger (Hrsg.): Der Fall CSSR, Strafaktion gegen einen Bruderstaat. Fischer Verlag 1968, ISBN 3436009555

## Auszeichnungen
- Friedenspreis des  Verlages für fremdsprachige Literatur (Moskau) (1934)
- Literaturpreis von Die Zeitung (London, 1941)
- Josef-Brunner-Preis, Essen, 1968
- Order of the British Empire (1979)
- Bundesverdienstkreuz am Bande (13. November 1998)[5]